# Plejady

Schemat gromady otwartej M45

Schemat gwiazdozbiorów pomocnych przy szukaniu Plejad

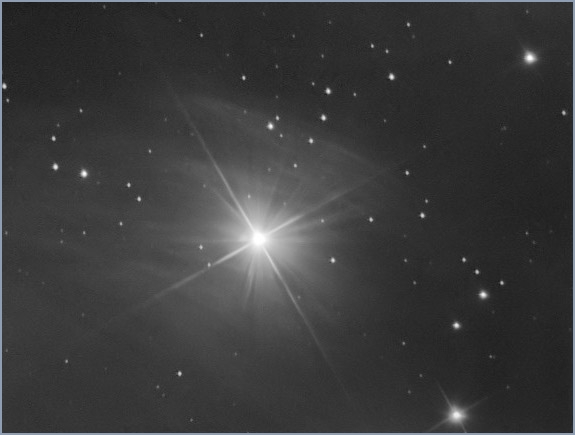
Gwiazda Merope wraz z mgławicą

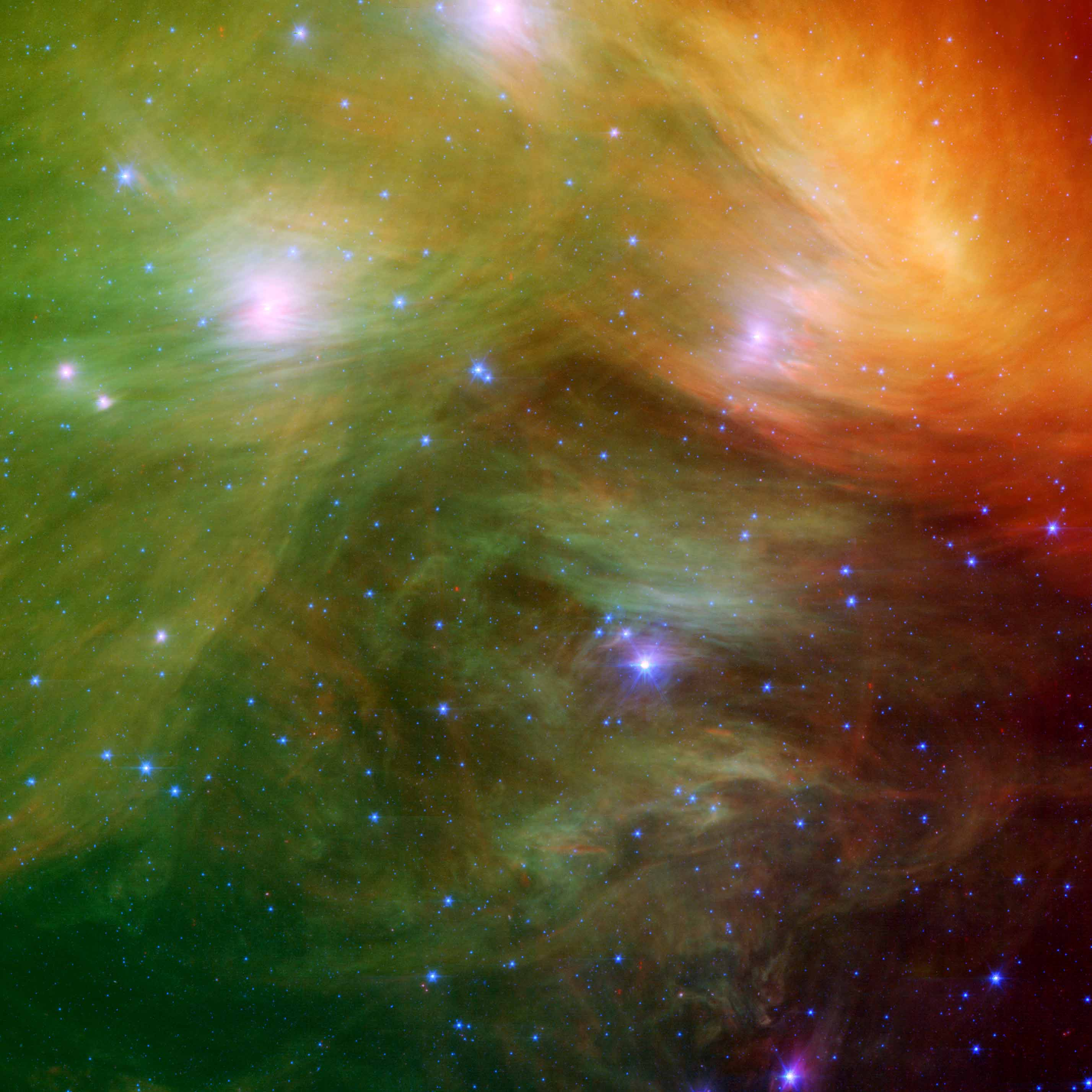
Zdjęcie Plejad w podczerwieni wykonane przez Teleskop Spitzera

Plejady (w katalogu Messiera M45 lub Messier 45; inne nazwy: Baby, Kurczęta, Kokoszki, Kurki, Siedem Sióstr, Kościół Masoński) – najbardziej znana gromada otwarta na niebie. Popularność zawdzięcza głównie temu, że można ją swobodnie obserwować nieuzbrojonym okiem. Znajduje się w gwiazdozbiorze Byka, w odległości około 444 lat świetlnych (136 parseków). Jest to młoda gromada, jej wiek to około 100 mln lat. Otacza ją niebieska mgławica, widoczna na zdjęciach długo naświetlanych, jest też widoczna przez lornetkę, jako delikatna, szara mgiełka.
Plejady mają charakterystyczny kształt, który przypomina znacznie pomniejszony Wielki Wóz. Gromada zawiera kilkaset gwiazd, spośród których 10 najjaśniejszych ma indywidualne nazwy: Taygeta, Maja, Asterope, Sterope II, Merope, Plejone, Alkione, Atlas, Celaeno i Elektra. Większość spośród nich to błękitne olbrzymy typu widmowego B. Ich jasność wynosi od 3,0 do 5,9m.
Nazwa tej gromady nawiązuje do greckiego mitu o Plejadach, choć wiele innych prastarych kultur na całym świecie poświęcało im szczególną uwagę. U Greków ich pojawienie się na niebie w maju zapowiadało wiosnę wraz z otwarciem okresu bezpiecznej żeglugi.  

## Dane astronomiczne
Plejady są gromadą otwartą typu II3r. Oto ich krótka charakterystyka:
- wiek – około 100 milionów lat[6]; są to głównie gwiazdy młodsze od Słońca mniej więcej 50 razy;
- odległość od Ziemi – około 444 lat świetlnych, różne wcześniejsze źródła podawały od 380 do 541 lat świetlnych. M.in. odległość do Plejad obliczona przez satelitę astrometrycznego Hipparcos była mniejsza o ok. 10% od pomiarów naziemnych, co zapoczątkowało dyskusję na temat dokładności pomiarów tego satelity. Późniejsze pomiary, w tym najdokładniejszy przeprowadzony za pomocą światowej sieci interferometrycznej radioteleskopów (VLBI) dowiodły, że dystans otrzymany przez Hipparcosa jest błędny[2].
- skład – gromada obejmuje około 500 młodych, gorących gwiazd, o typie widmowym B oraz A;
- wielkość – około 12 lat świetlnych; na niebie widoczne w kwadracie o wymiarach 60′ × 60′[3];
- jasność – widzialna z Ziemi jasność to około 1,4m; w rzeczywistości najjaśniejsze gwiazdy należące do M45 są jaśniejsze od Słońca od 40 do 100 razy;
- rektascensja (ra) – 03h 47m;
- deklinacja (dec) – +24° 07′;

Główne gwiazdy wchodzące w skład Plejad:
| Nazwa      | Oznaczenie katalogowe | Jasność obserwowana | Typ       | Powiązane mgławice |
| ---------- | --------------------- | ------------------- | --------- | ------------------ |
| Alkione    | Eta (25) Tauri        | 2,86                | B7e III   |                    |
| Atlas      | 27 Tauri              | 3,62                | B8 III    |                    |
| Elektra    | 17 Tauri              | 3,70                | B6e III   |                    |
| Maia       | 20 Tauri              | 3,86                | B7 III    | NGC 1432           |
| Merope     | 23 Tauri              | 4,17                | B6 IV     | NGC 1435, IC 349   |
| Taygeta    | 19 Tauri              | 4,29                | B6 V      |                    |
| Plejone    | BU (28) Tauri         | 5,09 (zm.)          | B8e p     |                    |
| Celaeno    | 16 Tauri              | 5,44                | B7 IV     |                    |
| Asterope   | 21 Tauri              | 5,76                | B8 V/B9 V |                    |
| Sterope II | 22 Tauri              | 6,43                | A0 Vn     |                    |

Gromada jest otoczona bardzo słabą mgławicą refleksyjną, pozostałością po „gwiezdnym żłobku”, który wyprodukował jej gwiazdy. Mgławicę tę najlepiej widać na zdjęciach wykonanych techniką długiego naświetlania. XIX-wieczny niemiecki obserwator Heinrich Louis d’Arrest zaobserwował, że mgławica otulająca Plejady jest niewidoczna (lub ledwie dostrzegalna) w wielkich teleskopach, podczas gdy można ją zaobserwować w ich szukaczach.

## Kiedy i gdzie szukać Plejad na niebie
Plejady znajdują się w gwiazdozbiorze Byka.
Gromada M45 jest najlepiej widoczna na polskim niebie od października do marca. Najlepsze warunki do obserwacji są w grudniu około godziny 23. Pomimo że Plejady widać gołym okiem, lepszy efekt wizualny można uzyskać używając lornetki.
Nie powinno być problemów z ich odnalezieniem na zimowym niebie, jednakże spotyka się kilka reguł pozwalających znaleźć M45. Oto dwie z nich:
- Aby znaleźć Plejady zacznij od Bellatrix (Gamma Oriona, prawy górny róg Oriona). Wskaż tę gwiazdę kciukiem prawej ręki, a palcem wskazującym wskaż gwiazdę Aldebaran. Teraz trzymając tę odległość przesuń rękę na północny zachód, tak aby na Aldebaran wskazywał twój kciuk. Teraz palec wskazujący pokazuje Plejady.
- Przeciągnij linię łączącą 3 gwiazdy Oriona przez gwiazdę Aldebaran. Jeśli będziesz podążać dalej za tą linią w kierunku północnego zachodu, to trafisz na zwartą grupkę gwiazd. Będą to właśnie Plejady.

## Mitologia
Mityczne Plejady były córkami tytana Atlasa. Na wieść o śmierci swoich sióstr, Hiad, popełniły samobójstwo, a dobry Zeus przeniósł je na niebo jako siedem pięknych gwiazd. Już w starożytności plejadą zaczęto określać grupę wybitnych twórców (poetycka plejada aleksandryjska). W mitologii słowiańskiej Plejady nazywane były na cześć boga Wołosa, Dziećmi Wołosa lub Wołosożarami.

## Nawiązania w literaturze
Safona rozpoczęła jeden ze swoich wierszy słowami „Zaszedł Księżyc i zaszły Plejady / Już północ”; zawarte informacje astronomiczne umożliwiły stosunkowo dokładne datowanie utworu.
Jarosław Iwaszkiewicz napisał wiersz zatytułowany „Plejady” (trzynastozgłoskowiec, rymy krzyżowe).